# Solna landskommun
Solna landskommun var en kommun i Stockholms län.

## Administrativ historik
Den bildades 1863 i Solna socken i Danderyds skeppslag i Uppland. 1 januari 1885 överfördes till Bromma landskommun 1/4 mantal Lilla Alby nummer 2 (hemmanet även kallat Råsten) samt på dessa hemman liggande lägenheter och järnvägsområden.
Kring sekelskiftet 1900 bildades ett antal municipalsamhällen för att bättre organisera den framväxande förortsbebyggelsen. (Nya) Hagalunds municipalsamhälle inrättades 29 september 1899, Nya Huvudsta municipalsamhälle 10 oktober  1903, Lilla Alby municipalsamhälle 19 juli 1907 och Råsunda municipalsamhälle 10 november 1911.
Landskommunen ombildades 1943 till Solna stad.
Hela landskommunens område ingår sedan 1971 i Solna kommun.

## Politik

### Mandatfördelning i valet 1938
| 2 | 25 |  | 6 | 6 |

| 36 |